# Goldkinder
Goldkinder (En español: «Niño de oro») es el tercer álbum de la banda de metalcore alemana We Butter The Bread With Butter. Fue lanzado el 9 de agosto en Europa y el 13 de agosto en Estados Unidos.

## Lista de canciones
| N.º   | Título                                  | Traducción español           | Duración |  |
| 1.    | «Alles Was Ich Will»                    | Todo lo que espero           | 3:50     |  |
| 2.    | «Meine Brille»                          | Mis anteojos                 | 3:38     |  |
| 3.    | «Pyroman & Astronaut»                   | Pirómano y astronauta        | 4:08     |  |
| 4.    | «Ohne Herz»                             | Sin corazón                  | 3:16     |  |
| 5.    | «Super Heiß Ins Trommelfell (S.H.I.T.)» | Super caliente en el tímpano | 3:29     |  |
| 6.    | «Viva Mariposa»                         |                              | 5:06     |  |
| 7.    | «Fall»                                  | Otoño                        | 3:37     |  |
| 8.    | «Mayday Mayday»                         |                              | 3:22     |  |
| 9.    | «Makellos»                              | Perfecto                     | 4:04     |  |
| 10.   | «Das Uhrwerk»                           | El movimiento                | 4:05     |  |
| 11.   | «Krieg Aus Gold»                        | Guerra de oro                | 3:56     |  |
| 12.   | «Psycho»                                | Psicópata                    | 4:00     |  |
| 13.   | «Kind Im Brunnen»                       | Niño en el pozo              | 4:43     |  |
| 49:14 |                                         |                              |          |  |

| iTunes Bonus Tracks |                                                         |          |  |
| N.º                 | Título                                                  | Duración |  |
| 14.                 | «Makellos (Weiss Schnur Remix)»                         | 4:40     |  |
| 15.                 | «Super Heiß Ins Trommelfell (S.H.I.T.) (Dublyme Remix)» | 4:00     |  |
| 57:54               |                                                         |          |  |

| Deluxe Edition Bonus Tracks |                                           |          |  |
| N.º                         | Título                                    | Duración |  |
| 14.                         | «Meine Brille (Dublyme Remix)»            | 5:36     |  |
| 15.                         | «Alles Was Ich Will (Weiss Schnur Remix)» | 4:14     |  |
| 16.                         | «Alles Was Ich Will (Instrumental)»       | 3:49     |  |
| 17.                         | «Meine Brille (Instrumental)»             | 3:38     |  |
| 18.                         | «Das Uhrwerk (Instrumental)»              | 4:05     |  |
| 19.                         | «Viva Mariposa (Instrumental)»            | 5:02     |  |
| 1:15:03                     |                                           |          |  |

- Traducción al español no oficial.

## Créditos
We Butter The Bread With Butter
- Marcel "Marci" Neumann – guitarra, programación
- Maximilian Pauly Saux – bajo
- Can Özgünsür – batería, programación
- Paul "Борщ" Bartzsch - voz